# مارسيلو فالزيرانو
مارسيلو فالزيرانو (بالإيطالية: Marcello Falzerano)‏ (12 أبريل 1991 بباغاني في إيطاليا - ) هو لاعب كرة قدم إيطالي في مركز جناح ‏. لعب مع نادي أسكولي ونادي أفيلينو ونادي بيستويسي ونادي ساليرنيتانا ولاتينا كالتشيو ونادي غوبيو ونادي غروسيتو.

## وصلات خارجية
- مارسيلو فالزيرانو على موقع قاعدة بيانات كرة القدم.إي يو (الإنجليزية)
- مارسيلو فالزيرانو على موقع Soccerway.com (الإنجليزية)